# Tomi Adeyemi
Tomi Adeyemi, née le 1er août 1993 à San Diego en Californie, est une romancière nigéro-américaine et coach en création littéraire. Elle est connue pour son roman De sang et de rage (en), le premier tome de la trilogie Legacy of Orïsha publié par Henry Holt Books for Young Readers. L'ouvrage remporte le prix Andre-Norton pour la science-fiction et la fantaisie pour jeunes adultes en 2018, le prix Waterstones Book en 2019 et le prix Lodestar du meilleur livre pour jeunes adultes en 2019. En 2019, elle est nommée sur la liste Forbes 30 Under 30, et en 2020, le Time la cite parmi les 100 personnes les plus influentes de 2020 dans la catégorie « Pionnières ».

## Biographie
Tomi Adeyemi est née le 1er août 1993 aux États-Unis de parents émigrés du Nigeria. Son père, qui était médecin au Nigeria, y travaille comme chauffeur de taxi, dans l'attente du transfert de ses qualifications. La mère d'Adeyemi travaille comme femme de ménage. Adeyemi grandit à Chicago avec peu de contact avec son héritage nigérian et yoruba. Ses parents ont décidé de ne pas lui enseigner sa langue maternelle, ni à ses frères et sœurs. Ce n'est que plus tard, à l'âge adulte, qu'elle embrasse son héritage, expliquant : « Je n'y réfléchissais pas trop et je pense que c'est le genre d'expérience que vit la première génération. Vous essayez juste de vous intégrer. Vous ne réalisez pas à quel point votre culture est cool jusqu'à ce que vous sortiez de cette phase où vous essayez de vous intégrer ». Elle décrira plus tard l'un de ses romans comme une lettre d'amour à sa culture.
Adeyemi écrit sa première histoire à l'âge de cinq ans et continue à écrire tout au long de son adolescence. En 2011, elle obtient son diplôme de la Hinsdale Central High School (en) à Hinsdale, dans l'état américain de l'Illinois. Adeyemi est admise au Young Scholar Program de la Hinsdale Central High School Foundation en 2008 et remporte la bourse « Young Scholars » en 2010-2011. Pendant sa dernière année, Adeyemi reçoit aussi la bourse Rani Sharma. Elle obtient ensuite un diplôme de littérature anglaise avec mention à l'Université de Harvard, puis étudie la mythologie et la culture ouest-africaines à Salvador, au Brésil, dans le cadre d'une bourse. Cette expérience l'inspire pour écrire De sang et de rage (en), le roman décisif qui lance sa carrière.

## Carrière
Après le déménagement de Tomi Adeyemi en Californie, elle travaille dans une société de production cinématographique de Los Angeles. Lorsqu'elle décide d'y réduire ses heures pour écrire un livre, ses parents, qui avaient déraciné leur vie au Nigeria pour lui offrir une vie meilleure, acceptent difficilement l'idée. Le premier roman d'Adeyemi n'a pas de retour positif. Elle se fixe alors un an pour écrire un autre livre, De sang et de rage (en), le roman qui lance sa carrière. Elle l'inscrit à Pitch Wars, un programme de concours dans lequel des écrivains émergents sont mis en relation avec des éditeurs et des auteurs pour réviser leur travail avant de le soumettre à un littéraire.

### De sang et de rage

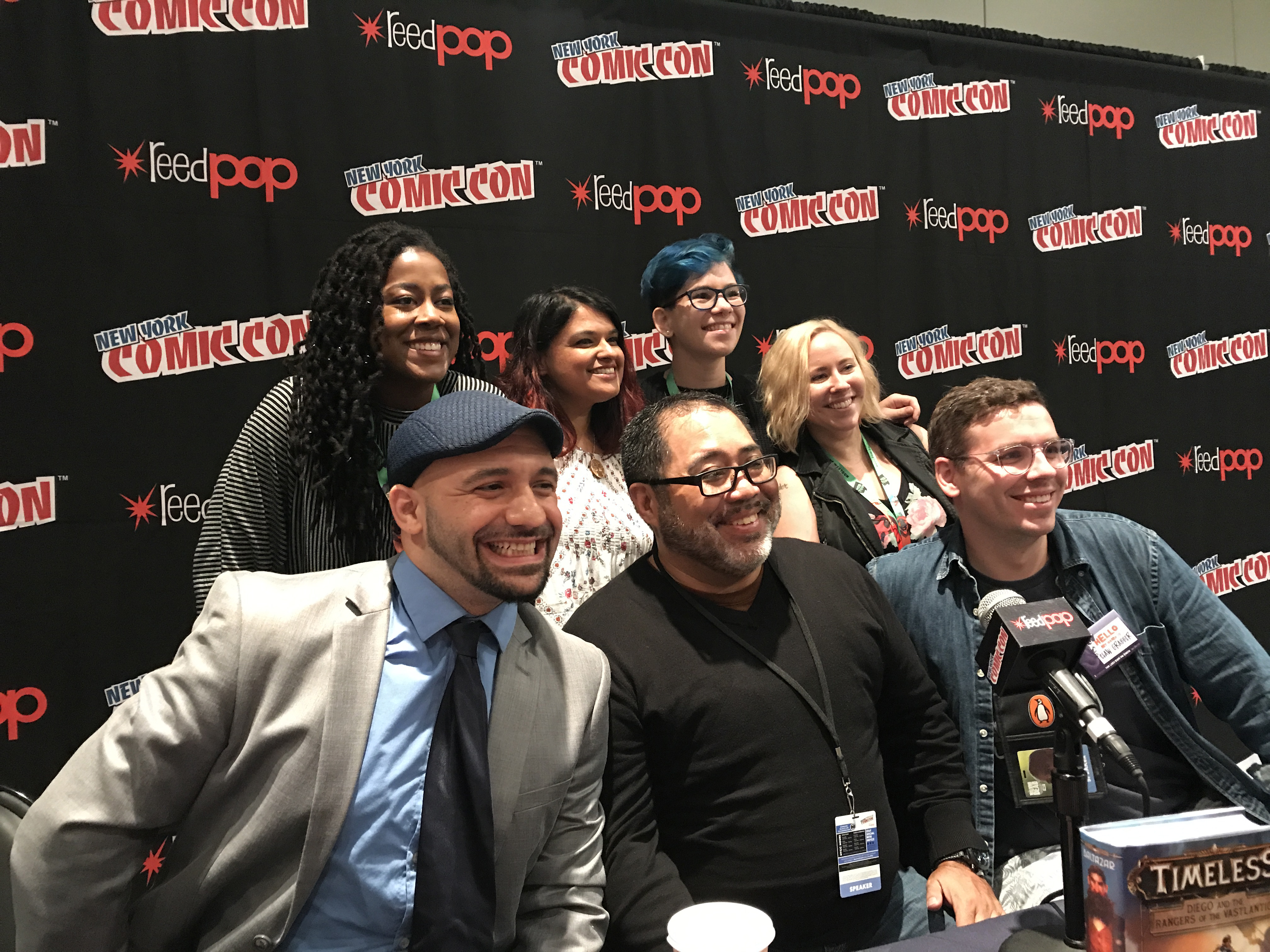
Adeyemi, en haut à gauche, avec d'autres auteurs de fantasy lors d'une table ronde au Comic Con 2017 de New York.

De sang et de rage, sort en mars 2018. Il fait ses débuts au numéro un de la liste des best-sellers à couverture rigide pour jeunes adultes du New York Times. Il s'agit d'un roman fantastique pour jeunes adultes, mettant en vedette la protagoniste Zélie Adebola, qui combat une monarchie pour rendre la magie à son peuple. Tomi Adeyemi déclare qu'elle voulait écrire un roman fantastique se déroulant en Afrique de l'Ouest afin qu': « une petite fille noire [puisse] prendre mon livre un jour et se voir comme la star... Je veux qu'elle sache qu'elle est belle et qu'elle compte et elle peut avoir une aventure folle et magique même si une partie ignorante du monde lui dit qu'elle ne pourra jamais être Hermione Granger ». De sang et de rage remporte le prix Andre-Norton pour la science-fiction et la fantaisie pour jeunes adultes en 2018 et le prix Lodestar du meilleur livre pour jeunes adultes en 2019.
Fin mars 2017, Fox 2000 Pictures achète les droits d'adaptation cinématographique du livre. Les accords pour les droits d'édition et de cinéma évoquent une somme à environ sept chiffres,. Deadline l'a décrit comme « l'un des plus gros contrats d'édition de premiers romans jamais réalisés par YA ».
Pour des raisons peu claires, son deuxième roman, D'ombre et de vengeance (en) voit sa date de sortie initiale de mars 2019 repoussée à juin 2019. Adeyemi déclare plus tard sur son Instagram que son éditeur lui proposait deux choix : juin 2019 et décembre 2019, mais qu'elle a choisi le premier pour que les fans n'aient pas à attendre. Malheureusement, la charge de travail est trop lourde : l'auteure et l'éditeur acceptent de donner plus de temps au deuxième livre. D'ombre et de vengeance devient l'un des best-sellers de rang un du New York Times en décembre 2019.
En décembre 2020, la nouvelle société mère de Fox, Disney, annonce que sa filiale Lucasfilm adapterait De sang et de rage dans un film. En 2021, Adeyemi, devenue frustrée par le rythme du processus d'adaptation cinématographique de Lucasfilm, demande à servir de scénariste. Une demande que Lucasfilm refuse. Puisque Lucasfilm souhaite se concentrer sur ses propres propriétés intellectuelles, la société autorise l'expiration de ses droits cinématographiques sur De sang et de rage à la fin de 2021. À la mi-janvier 2022, Paramount Pictures acquiert les droits d'une sortie en salles exclusive garantie, avec Temple Hill Entertainment produisant aux côtés de Sunswept Entertainment. Dans le cadre de l'accord, Adeyemi doit écrire le scénario et servir également de productrice exécutive.

## Autres activités
En dehors de son succès en tant que romancière, Tomi Adeyemi enseigne l'écriture à travers son cours en ligne, The Writer's Roadmap. Son site Web a été nommé l'un des 101 meilleurs sites Web pour les écrivains par  Writer's Digest (en).
Adeyemi fait une apparition dans le dernier épisode de Hermione Granger and the Quarter Life Crisis (en).

## Œuvres

### SérieChildren of Blood and Bone
1. De sang et de rage (en), Nathan, 2019 ((en) Children of Blood and Bone, 2018), trad. Sophie Lamotte d'Argy, 560 p.  (ISBN 978-2-09-258365-4)
2. D'ombre et de vengeance (en), Nathan, 2020 ((en) Children of Virtue and Vengeance, 2019), trad. Sophie Lamotte d'Argy, 480 p.  (ISBN 978-2-09-258565-8)
3. (en) Children of Anguish and Anarchy, 2024